# Виндлах
Виндлах (нем. Windlach) — населённый пункт в Швейцарии, в кантоне Цюрих. 
Входит в состав округа Дильсдорф. Находится в составе коммуны Штадель-бай-Нидерглатт.